# ديزة خطية
ديزة خطية (الاسم العلمي:Disa lineata) هي نوع من النباتات تتبع جنس الديزة من الفصيلة السحلبية.